# Вандалін Пусловський
Вандалін Пусловський гербу Пусловський (біл. Вандалін Пуслоўскі, пол. Wandalin Pusłowski; 1814 — 1884) — польський граф, пан «на Косовє», ініціатор будівлі тамтєйшого палацу, володар варшавської Крулікарні.

## Біографія
Був сином Войцеха Пусловського і Юзефи з Друцьких-Любецьких, мав старшого брата Франциска Ксаверого (1806—1874).
Збудував фабрику сукна в Хомску. У Косові-Поліськім Слонімського повіту з його ініціативи зведено 1838 року неоготицький палац проєкту Франциска Яшчольда.
З жінкою Ядвігою з Єзерських мали дочку Марту (1859—1943), яка більшість життя провела у Варшаві. Померла на еміграції в Ніцці.